# Tour de Ski 2019/2020
Tour de Ski 2019/2020 var den 14:e upplagan av Tour de Ski och arrangerades i Lenzerheide i Schweiz samt i Toblach och Val di Fiemme i Italien den 28 december 2019 till den 5 januari 2020. Touren var en del av världscupen i längdåkning 2019/2020 och bestod av sju etapper, varav två sprintar och fem distanslopp. Regerande mästare från Tour de Ski 2018/2019 var Ingvild Flugstad Østberg, Norge, och Johannes Høsflot Klæbo, Norge.
Touren vanns av Therese Johaug, Norge, och Aleksandr Bolsjunov, Ryssland. Det var Johaugs tredje totalseger i Tour de Ski efter att ha vunnit tävlingen 2013/2014 och 2016. Bolsjunov vann touren för första gången.
En ny poängcup ersatte den tidigare sprintcupen. Under varje etapp delades poäng ut, antingen som spurtpris vid en mellantid under loppet eller vid målgång. Poängcupen vanns av Anamarija Lampič, Slovenien, och Johannes Høsflot Klæbo, Norge.

## Tävlingsprogram
| Etapp | Ort           | Datum            | Disciplin           | Teknik   | Distans | Distans | Starttid (CET) | Starttid (CET) |
| Etapp | Ort           | Datum            | Disciplin           | Teknik   | Damer   | Herrar  | Damer          | Herrar         |
| ----- | ------------- | ---------------- | ------------------- | -------- | ------- | ------- | -------------- | -------------- |
| 1     | Lenzerheide   | 28 december 2019 | Masstart            | Fristil  | 10 km   | 15 km   | 12:45          | 14:15          |
| 2     | Lenzerheide   | 29 december 2019 | Sprint              | Fristil  | 1,5 km  | 1,5 km  | 11:35          | 11:35          |
| 3     | Toblach       | 31 december 2019 | Individuell start   | Fristil  | 10 km   | 15 km   | 15:00          | 12:30          |
| 4     | Toblach       | 1 januari 2020   | Jaktstart           | Klassisk | 10 km   | 15 km   | 11:40          | 13:00          |
| 5     | Val di Fiemme | 3 januari 2020   | Masstart            | Klassisk | 10 km   | 15 km   | 13:15          | 15:15          |
| 6     | Val di Fiemme | 4 januari 2020   | Sprint              | Klassisk | 1,3 km  | 1,5 km  | 11:25          | 11:25          |
| 7     | Val di Fiemme | 5 januari 2020   | Masstart, klättring | Fristil  | 10 km   | 10 km   | 13:15          | 15:15          |

## Resultat

### Damer
| Etapp        | Plats         | Datum            | Disciplin                     | 1:a plats                  | 2:a plats                  | 3:e plats                | Tourledare         | Ref. |  |
| ------------ | ------------- | ---------------- | ----------------------------- | -------------------------- | -------------------------- | ------------------------ | ------------------ | ---- |  |
| 1            | Lenzerheide   | 28 december 2019 | 10 km masstart (F)            | Therese Johaug             | Heidi Weng                 | Ebba Andersson           | Therese Johaug     |      |  |
| 2            | Lenzerheide   | 29 december 2019 | Sprint (F)                    | Anamarija Lampič           | Maiken Caspersen Falla     | Natalja Neprjajeva       | Natalja Neprjajeva |      |  |
| 3            | Toblach       | 31 december 2019 | 10 km individuell start (F)   | Therese Johaug             | Ingvild Flugstad Østberg   | Ebba Andersson           | Therese Johaug     |      |  |
| 4            | Toblach       | 1 januari 2020   | 10 km jaktstart (K)           | Ingvild Flugstad Østberg   | Therese Johaug             | Heidi Weng               | Therese Johaug     |      |  |
| 5            | Val di Fiemme | 3 januari 2020   | 10 km masstart (K)            | Astrid Uhrenholdt Jacobsen | Ebba Andersson             | Katharina Hennig         | Therese Johaug     |      |  |
| 6            | Val di Fiemme | 4 januari 2020   | Sprint (K)                    | Anamarija Lampič           | Astrid Uhrenholdt Jacobsen | Jessie Diggins           | Therese Johaug     |      |  |
| 7            | Val di Fiemme | 5 januari 2020   | 10 km masstart, klättring (F) | Therese Johaug             | Heidi Weng                 | Ingvild Flugstad Østberg | Therese Johaug     |      |  |
|              |               |                  |                               |                            |                            |                          |                    |      |  |
| Slutresultat | Slutresultat  | Slutresultat     | Slutresultat                  | Therese Johaug             | Natalja Neprjajeva         | Ingvild Flugstad Østberg |                    |      |  |

### Herrar
| Etapp        | Plats         | Datum            | Disciplin                     | 1:a plats              | 2:a plats              | 3:e plats              | Tourledare             | Ref. |  |
| ------------ | ------------- | ---------------- | ----------------------------- | ---------------------- | ---------------------- | ---------------------- | ---------------------- | ---- |  |
| 1            | Lenzerheide   | 28 december 2019 | 15 km masstart (F)            | Sergej Ustiugov        | Johannes Høsflot Klæbo | Aleksandr Bolsjunov    | Sergej Ustiugov        |      |  |
| 2            | Lenzerheide   | 29 december 2019 | Sprint (F)                    | Johannes Høsflot Klæbo | Federico Pellegrino    | Richard Jouve          | Johannes Høsflot Klæbo |      |  |
| 3            | Toblach       | 31 december 2019 | 15 km individuell start (F)   | Sergej Ustiugov        | Ivan Jakimusjkin       | Aleksandr Bolsjunov    | Sergej Ustiugov        |      |  |
| 4            | Toblach       | 1 januari 2020   | 15 km jaktstart (K)           | Aleksandr Bolsjunov    | Sergej Ustiugov        | Iivo Niskanen          | Aleksandr Bolsjunov    |      |  |
| 5            | Val di Fiemme | 3 januari 2020   | 15 km masstart (K)            | Johannes Høsflot Klæbo | Sergej Ustiugov        | Aleksandr Bolsjunov    | Aleksandr Bolsjunov    |      |  |
| 6            | Val di Fiemme | 4 januari 2020   | Sprint (K)                    | Johannes Høsflot Klæbo | Sergej Ustiugov        | Aleksandr Bolsjunov    | Johannes Høsflot Klæbo |      |  |
| 7            | Val di Fiemme | 5 januari 2020   | 10 km masstart, klättring (F) | Simen Hegstad Krüger   | Sjur Røthe             | Aleksandr Bolsjunov    | Aleksandr Bolsjunov    |      |  |
|              |               |                  |                               |                        |                        |                        |                        |      |  |
| Slutresultat | Slutresultat  | Slutresultat     | Slutresultat                  | Aleksandr Bolsjunov    | Sergej Ustiugov        | Johannes Høsflot Klæbo |                        |      |  |

## Etapper

### Etapp 1
28 december 2019,  Lenzerheide, Schweiz.
- Poäng (15–12–10–8–6–5–4–3–2–1) delades ut till de tio högst placerade åkarna vid mellantiden för 3,3 km.
- Inga bonussekunder delades ut.

#### Damer
| 10 km (F), masstart | 10 km (F), masstart        | 10 km (F), masstart | 10 km (F), masstart |
| Pl.                 | Namn                       | Tid                 | Po.                 |
| ------------------- | -------------------------- | ------------------- | ------------------- |
| 1                   | Therese Johaug             | 28.12,1             | 15                  |
| 2                   | Heidi Weng                 | +12,3               | 12                  |
| 3                   | Ebba Andersson             | +12,9               | 6                   |
| 4                   | Ingvild Flugstad Østberg   | +13,1               | 4                   |
| 5                   | Astrid Uhrenholdt Jacobsen | +24,1               | 8                   |

| Plats 6-74 | Plats 6-74             | Plats 6-74 | Plats 6-74 |
| ---------- | ---------------------- | ---------- | ---------- |
| 6          | Natalja Neprjajeva     | +40,1      | 5          |
| 7          | Tiril Udnes Weng       | +40,6      |            |
| 8          | Moa Lundgren           | +41,3      | 1          |
| 9          | Charlotte Kalla        | +41,9      | 3          |
| 10         | Kerttu Niskanen        | +42,0      |            |
| 11         | Teresa Stadlober       | +42,5      |            |
| 12         | Victoria Carl          | +43,3      |            |
| 13         | Katharina Hennig       | +43,6      |            |
| 14         | Magni Smedås           | +46,3      |            |
| 15         | Ragnhild Haga          | +49,7      |            |
| 16         | Emma Ribom             | +50,0      |            |
| 17         | Anamarija Lampič       | +50,0      |            |
| 18         | Delphine Claudel       | +51,4      |            |
| 19         | Nadine Fähndrich       | +51,5      |            |
| 20         | Rosie Brennan          | +59,8      |            |
| 21         | Anne Kyllönen          | +1.00,0    |            |
| 22         | Pia Fink               | +1.02,4    |            |
| 23         | Petra Nováková         | +1.02,6    |            |
| 24         | Stina Nilsson          | +1.06,0    |            |
| 25         | Alisa Zjambalova       | +1.15,2    |            |
| 26         | Kateřina Razýmová      | +1.15,7    |            |
| 27         | Anna Comarella         | +1.16,1    |            |
| 28         | Kari Øyre Slind        | +1.20,4    |            |
| 29         | Jessie Diggins         | +1.20,7    | 10         |
| 30         | Sadie Maubet Bjornsen  | +1.20,7    | 2          |
| 31         | Anne Kjersti Kalvå     | +1.23,0    |            |
| 32         | Jonna Sundling         | +1.35,9    |            |
| 33         | Kateřina Janatová      | +1.47,6    |            |
| 34         | Jana Kirpitjenko       | +1.48,2    |            |
| 35         | Anna Netjajevskaja     | +1.48,3    |            |
| 36         | Selina Gasparin        | +1.48,7    |            |
| 37         | Elina Rönnlund         | +1.48,8    |            |
| 38         | Sofie Krehl            | +1.56,3    |            |
| 39         | Elisa Brocard          | +1.57,9    |            |
| 40         | Lucia Scardoni         | +1.58,2    |            |
| 41         | Jessica Yeaton         | +1.59,9    |            |
| 42         | Katharine Ogden        | +2.03,0    |            |
| 43         | Izabela Marcisz        | +2.07,9    |            |
| 44         | Lydia Hiernickel       | +2.08,3    |            |
| 45         | Polina Seronosova      | +2.08,4    |            |
| 46         | Sophie Caldwell        | +2.23,7    |            |
| 47         | Lidija Durkina         | +2.24,2    |            |
| 48         | Valerija Tjuleneva     | +2.24,5    |            |
| 49         | Laurien van der Graaff | +2.28,6    |            |
| 50         | Ilaria Debertolis      | +2.28,8    |            |
| 51         | Anna Zjerebjatjeva     | +2.29,3    |            |
| 52         | Maiken Caspersen Falla | +2.35,9    |            |
| 53         | Caterina Ganz          | +2.36,2    |            |
| 54         | Patrīcija Eiduka       | +2.38,1    |            |
| 55         | Enora Latuillière      | +2.43,5    |            |
| 56         | Laura Gimmler          | +2.55,3    |            |
| 57         | Julia Kern             | +3.02,6    |            |
| 58         | Vilma Nissinen         | +3.07,9    |            |
| 59         | Greta Laurent          | +3.08,2    |            |
| 60         | Ksenija Sjalygina      | +3.08,6    |            |
| 61         | Sandra Schützová       | +3.10,7    |            |
| 62         | Irina Bykova           | +3.11,4    |            |
| 63         | Anna Sjevtjenko        | +3.13,1    |            |
| 64         | Anita Klemenčič        | +3.34,4    |            |
| 65         | Katja Višnar           | +3.42,4    |            |
| 66         | Antonia Fräbel         | +3.46,9    |            |
| 67         | Laura Chamiot Maitral  | +3.47,0    |            |
| 68         | Diana Golovan          | +3.51,3    |            |
| 69         | Lisa Unterweger        | +3.55,5    |            |
| 70         | Weronika Kaleta        | +3.55,7    |            |
| 71         | Vesna Fabjan           | +3.58,0    |            |
| 72         | Maja Dahlqvist         | +4.25,0    |            |
| 73         | Vedrana Malec          | +5.11,6    |            |
| 74         | Karen Chanloung        | +6.53,5    |            |
| –          | Francesca Franchi      | DNF        |            |
| –          | Monika Skinder         | DNF        |            |
| –          | Alena Procházková      | DNS        |            |

| Ställning efter 1 av 7 etapper | Ställning efter 1 av 7 etapper | Ställning efter 1 av 7 etapper |
| Pl.                            | Namn                           | Tid                            |
| ------------------------------ | ------------------------------ | ------------------------------ |
|                                | Therese Johaug                 | 28.12                          |
| 2                              | Heidi Weng                     | +0.12                          |
| 3                              | Ebba Andersson                 | +0.13                          |
| 4                              | Ingvild Flugstad Østberg       | +0.13                          |
| 5                              | Astrid Uhrenholdt Jacobsen     | +0.24                          |

| Plats 6-74 | Plats 6-74             | Plats 6-74 | Plats 6-74 |
| ---------- | ---------------------- | ---------- | ---------- |
| 6          | Natalja Neprjajeva     | +0.40      |            |
| 7          | Tiril Udnes Weng       | +0.40      |            |
| 8          | Moa Lundgren           | +0.41      |            |
| 9          | Charlotte Kalla        | +0.42      |            |
| 10         | Kerttu Niskanen        | +0.42      |            |
| 11         | Teresa Stadlober       | +0.42      |            |
| 12         | Victoria Carl          | +0.43      |            |
| 13         | Katharina Hennig       | +0.43      |            |
| 14         | Magni Smedås           | +0.46      |            |
| 15         | Ragnhild Haga          | +0.49      |            |
| 16         | Emma Ribom             | +0.50      |            |
| 17         | Anamarija Lampič       | +0.50      |            |
| 18         | Delphine Claudel       | +0.51      |            |
| 19         | Nadine Fähndrich       | +0.51      |            |
| 20         | Rosie Brennan          | +0.59      |            |
| 21         | Anne Kyllönen          | +1.00      |            |
| 22         | Pia Fink               | +1.02      |            |
| 23         | Petra Nováková         | +1.02      |            |
| 24         | Stina Nilsson          | +1.06      |            |
| 25         | Alisa Zjambalova       | +1.15      |            |
| 26         | Kateřina Razýmová      | +1.15      |            |
| 27         | Anna Comarella         | +1.16      |            |
| 28         | Kari Øyre Slind        | +1.20      |            |
| 29         | Jessie Diggins         | +1.20      |            |
| 30         | Sadie Maubet Bjornsen  | +1.20      |            |
| 31         | Anne Kjersti Kalvå     | +1.23      |            |
| 32         | Jonna Sundling         | +1.36      |            |
| 33         | Kateřina Janatová      | +1.47      |            |
| 34         | Jana Kirpitjenko       | +1.48      |            |
| 35         | Anna Netjajevskaja     | +1.48      |            |
| 36         | Selina Gasparin        | +1.48      |            |
| 37         | Elina Rönnlund         | +1.48      |            |
| 38         | Sofie Krehl            | +1.56      |            |
| 39         | Elisa Brocard          | +1.58      |            |
| 40         | Lucia Scardoni         | +1.58      |            |
| 41         | Jessica Yeaton         | +2.00      |            |
| 42         | Katharine Ogden        | +2.03      |            |
| 43         | Izabela Marcisz        | +2.08      |            |
| 44         | Lydia Hiernickel       | +2.08      |            |
| 45         | Polina Seronosova      | +2.08      |            |
| 46         | Sophie Caldwell        | +2.23      |            |
| 47         | Lidija Durkina         | +2.24      |            |
| 48         | Valerija Tjuleneva     | +2.24      |            |
| 49         | Laurien van der Graaff | +2.28      |            |
| 50         | Ilaria Debertolis      | +2.28      |            |
| 51         | Anna Zjerebjatjeva     | +2.29      |            |
| 52         | Maiken Caspersen Falla | +2.36      |            |
| 53         | Caterina Ganz          | +2.36      |            |
| 54         | Patrīcija Eiduka       | +2.38      |            |
| 55         | Enora Latuillière      | +2.43      |            |
| 56         | Laura Gimmler          | +2.55      |            |
| 57         | Julia Kern             | +3.02      |            |
| 58         | Vilma Nissinen         | +3.08      |            |
| 59         | Greta Laurent          | +3.08      |            |
| 60         | Ksenija Sjalygina      | +3.08      |            |
| 61         | Sandra Schützová       | +3.10      |            |
| 62         | Irina Bykova           | +3.11      |            |
| 63         | Anna Sjevtjenko        | +3.13      |            |
| 64         | Anita Klemenčič        | +3.34      |            |
| 65         | Katja Višnar           | +3.42      |            |
| 66         | Antonia Fräbel         | +3.47      |            |
| 67         | Laura Chamiot Maitral  | +3.47      |            |
| 68         | Diana Golovan          | +3.51      |            |
| 69         | Lisa Unterweger        | +3.55      |            |
| 70         | Weronika Kaleta        | +3.55      |            |
| 71         | Vesna Fabjan           | +3.58      |            |
| 72         | Maja Dahlqvist         | +4.25      |            |
| 73         | Vedrana Malec          | +5.11      |            |
| 74         | Karen Chanloung        | +6.53      |            |

| Poängställning efter 1 av 7 etapper | Poängställning efter 1 av 7 etapper | Poängställning efter 1 av 7 etapper |
| Pl.                                 | Namn                                | Poäng                               |
| ----------------------------------- | ----------------------------------- | ----------------------------------- |
|                                     | Therese Johaug                      | 15                                  |
| 2                                   | Heidi Weng                          | 12                                  |
| 3                                   | Jessie Diggins                      | 10                                  |
| 4                                   | Astrid Uhrenholdt Jacobsen          | 8                                   |
| 5                                   | Ebba Andersson                      | 6                                   |

| Plats 6-10 | Plats 6-10               | Plats 6-10 | Plats 6-10 |
| ---------- | ------------------------ | ---------- | ---------- |
| 6          | Natalja Neprjajeva       | 5          |            |
| 7          | Ingvild Flugstad Østberg | 4          |            |
| 8          | Charlotte Kalla          | 3          |            |
| 9          | Sadie Maubet Bjornsen    | 2          |            |
| 10         | Moa Lundgren             | 1          |            |

#### Herrar
| 15 km (F), masstart | 15 km (F), masstart     | 15 km (F), masstart | 15 km (F), masstart |
| Pl.                 | Namn                    | Tid                 | Po.                 |
| ------------------- | ----------------------- | ------------------- | ------------------- |
| 1                   | Sergej Ustiugov         | 33.19,1             | 10                  |
| 2                   | Johannes Høsflot Klæbo  | +4,0                | 15                  |
| 3                   | Aleksandr Bolsjunov     | +4,0                | 12                  |
| 4                   | Emil Iversen            | +7,2                | 5                   |
| 5                   | Martin Løwstrøm Nyenget | +8,6                |                     |

| Plats 6-86 | Plats 6-86              | Plats 6-86 | Plats 6-86 |
| ---------- | ----------------------- | ---------- | ---------- |
| 6          | Dario Cologna           | +8,7       |            |
| 7          | Hans Christer Holund    | +8,8       |            |
| 8          | Jan Thomas Jenssen      | +8,9       |            |
| 9          | Sjur Røthe              | +9,0       |            |
| 10         | Simen Hegstad Krüger    | +10,0      |            |
| 11         | Iivo Niskanen           | +10,3      | 4          |
| 12         | Erik Valnes             | +10,5      |            |
| 13         | Jonas Dobler            | +10,6      | 1          |
| 14         | Andrej Larkov           | +15,3      |            |
| 15         | Roman Furger            | +15,6      |            |
| 16         | Johan Häggström         | +16,2      |            |
| 17         | Didrik Tønseth          | +16,4      |            |
| 18         | Pål Golberg             | +16,9      |            |
| 19         | Denis Spitsov           | +17,0      |            |
| 20         | Andrej Melnitjenko      | +17,2      | 8          |
| 21         | Jens Burman             | +17,5      |            |
| 22         | Jonas Baumann           | +18,4      |            |
| 23         | Lucas Bögl              | +18,9      |            |
| 24         | Artjom Maltsev          | +28,8      |            |
| 25         | Clément Parisse         | +29,4      |            |
| 26         | Michal Novák            | +31,1      |            |
| 27         | Perttu Hyvärinen        | +31,2      |            |
| 28         | Maurice Manificat       | +33,1      |            |
| 29         | Hugo Lapalus            | +35,1      |            |
| 30         | Florian Notz            | +35,1      |            |
| 31         | Adrien Backscheider     | +35,9      |            |
| 32         | Irineu Esteve Altimiras | +36,3      |            |
| 33         | Beda Klee               | +38,7      |            |
| 34         | Jean-Marc Gaillard      | +39,1      |            |
| 35         | Karl-Johan Westberg     | +40,3      |            |
| 36         | Stefan Zelger           | +41,3      |            |
| 37         | Calle Halfvarsson       | +42,2      |            |
| 38         | Lari Lehtonen           | +42,3      |            |
| 39         | Mikael Abram            | +44,0      |            |
| 40         | Gleb Retivych           | +45,3      |            |
| 41         | Andrew Musgrave         | +47,2      |            |
| 42         | Björn Sandström         | +51,2      |            |
| 43         | Ivan Jakimusjkin        | +52,0      |            |
| 44         | Petr Knop               | +52,1      |            |
| 45         | Dominik Bury            | +52,2      |            |
| 46         | Toni Livers             | +53,0      |            |
| 47         | Francesco de Fabiani    | +53,5      |            |
| 48         | Giandomenico Salvadori  | +56,8      |            |
| 49         | Janosch Brugger         | +58,7      |            |
| 50         | Ueli Schnider           | +1.00,3    |            |
| 51         | Paul Constantin Pepene  | +1.04,0    |            |
| 52         | Federico Pellegrino     | +1.04,0    | 6          |
| 53         | Imanol Rojo             | +1.04,7    |            |
| 54         | Sebastian Eisenlauer    | +1.05,6    |            |
| 55         | Jules Chappaz           | +1.08,5    |            |
| 56         | Axel Ekström            | +1.08,5    |            |
| 57         | Richard Jouve           | +1.09,9    |            |
| 58         | David Norris            | +1.11,2    |            |
| 59         | Renaud Jay              | +1.12,2    |            |
| 60         | Lauri Lepisto           | +1.12,9    |            |
| 61         | Jason Rüesch            | +1.13,8    |            |
| 62         | Bernhard Tritscher      | +1.22,3    |            |
| 63         | Vitaliy Pukhkalo        | +1.23,9    |            |
| 64         | Kevin Bolger            | +1.35,0    |            |
| 65         | Jovian Hediger          | +1.37,6    |            |
| 66         | Livio Bieler            | +1.38,2    |            |
| 67         | Jan Koristek            | +1.38,5    |            |
| 68         | Indulis Bikše           | +1.40,5    |            |
| 69         | Logan Hanneman          | +1.42,1    |            |
| 70         | Thomas Hjalmar Westgård | +1.44,2    |            |
| 71         | Kamil Bury              | +1.49,0    |            |
| 72         | Adam Fellner            | +1.49,6    |            |
| 73         | Erwan Kaeser            | +1.50,4    |            |
| 74         | James Clugnet           | +2.21,0    |            |
| 75         | Asset Djussenov         | +2.22,9    |            |
| 76         | Oskar Svensson          | +2.26,8    |            |
| 77         | Vladislav Kovaljov      | +2.27,0    |            |
| 78         | Maicol Rastelli         | +2.51,8    |            |
| 79         | Miha Šimenc             | +3.02,0    |            |
| 80         | Denis Volotka           | +3.22,2    |            |
| 81         | Michail Semenov         | +3.37,7    |            |
| 82         | Maciej Staręga          | +3.56,9    |            |
| 83         | Nail Basjmakov          | +4.20,3    |            |
| 84         | Mark Chanloung          | +4.40,0    |            |
| 85         | Lucas Chanavat          | +5.01,4    | 3          |
| 86         | Michael Hellweger       | +5.11,3    |            |

| Ställning efter 1 av 7 etapper | Ställning efter 1 av 7 etapper | Ställning efter 1 av 7 etapper |
| Pl.                            | Namn                           | Tid                            |
| ------------------------------ | ------------------------------ | ------------------------------ |
|                                | Sergej Ustiugov                | 33.19                          |
| 2                              | Johannes Høsflot Klæbo         | +0.04                          |
| 3                              | Aleksandr Bolsjunov            | +0.04                          |
| 4                              | Emil Iversen                   | +0.07                          |
| 5                              | Martin Løwstrøm Nyenget        | +0.08                          |

| Plats 6-86 | Plats 6-86              | Plats 6-86 | Plats 6-86 |
| ---------- | ----------------------- | ---------- | ---------- |
| 6          | Dario Cologna           | +0.08      |            |
| 7          | Hans Christer Holund    | +0.08      |            |
| 8          | Jan Thomas Jenssen      | +0.09      |            |
| 9          | Sjur Røthe              | +0.09      |            |
| 10         | Simen Hegstad Krüger    | +0.10      |            |
| 11         | Iivo Niskanen           | +0.10      |            |
| 12         | Erik Valnes             | +0.10      |            |
| 13         | Jonas Dobler            | +0.10      |            |
| 14         | Andrej Larkov           | +0.15      |            |
| 15         | Roman Furger            | +0.15      |            |
| 16         | Johan Häggström         | +0.16      |            |
| 17         | Didrik Tønseth          | +0.16      |            |
| 18         | Pål Golberg             | +0.17      |            |
| 19         | Denis Spitsov           | +0.17      |            |
| 20         | Andrej Melnitjenko      | +0.17      |            |
| 21         | Jens Burman             | +0.17      |            |
| 22         | Jonas Baumann           | +0.18      |            |
| 23         | Lucas Bögl              | +0.19      |            |
| 24         | Artjom Maltsev          | +0.28      |            |
| 25         | Clément Parisse         | +0.29      |            |
| 26         | Michal Novák            | +0.31      |            |
| 27         | Perttu Hyvärinen        | +0.31      |            |
| 28         | Maurice Manificat       | +0.33      |            |
| 29         | Hugo Lapalus            | +0.35      |            |
| 30         | Florian Notz            | +0.35      |            |
| 31         | Adrien Backscheider     | +0.36      |            |
| 32         | Irineu Esteve Altimiras | +0.36      |            |
| 33         | Beda Klee               | +0.38      |            |
| 34         | Jean-Marc Gaillard      | +0.39      |            |
| 35         | Karl-Johan Westberg     | +0.40      |            |
| 36         | Stefan Zelger           | +0.41      |            |
| 37         | Calle Halfvarsson       | +0.42      |            |
| 38         | Lari Lehtonen           | +0.42      |            |
| 39         | Mikael Abram            | +0.44      |            |
| 40         | Gleb Retivych           | +0.45      |            |
| 41         | Andrew Musgrave         | +0.47      |            |
| 42         | Björn Sandström         | +0.51      |            |
| 43         | Ivan Jakimusjkin        | +0.52      |            |
| 44         | Petr Knop               | +0.52      |            |
| 45         | Dominik Bury            | +0.52      |            |
| 46         | Toni Livers             | +0.53      |            |
| 47         | Francesco de Fabiani    | +0.53      |            |
| 48         | Giandomenico Salvadori  | +0.56      |            |
| 49         | Janosch Brugger         | +0.58      |            |
| 50         | Ueli Schnider           | +1.00      |            |
| 51         | Paul Constantin Pepene  | +1.04      |            |
| 52         | Federico Pellegrino     | +1.04      |            |
| 53         | Imanol Rojo             | +1.04      |            |
| 54         | Sebastian Eisenlauer    | +1.05      |            |
| 55         | Jules Chappaz           | +1.08      |            |
| 56         | Axel Ekström            | +1.08      |            |
| 57         | Richard Jouve           | +1.10      |            |
| 58         | David Norris            | +1.11      |            |
| 59         | Renaud Jay              | +1.12      |            |
| 60         | Lauri Lepisto           | +1.13      |            |
| 61         | Jason Rüesch            | +1.13      |            |
| 62         | Bernhard Tritscher      | +1.22      |            |
| 63         | Vitaliy Pukhkalo        | +1.24      |            |
| 64         | Kevin Bolger            | +1.35      |            |
| 65         | Jovian Hediger          | +1.37      |            |
| 66         | Livio Bieler            | +1.38      |            |
| 67         | Jan Koristek            | +1.38      |            |
| 68         | Indulis Bikše           | +1.40      |            |
| 69         | Logan Hanneman          | +1.42      |            |
| 70         | Thomas Hjalmar Westgård | +1.44      |            |
| 71         | Kamil Bury              | +1.49      |            |
| 72         | Adam Fellner            | +1.49      |            |
| 73         | Erwan Kaeser            | +1.50      |            |
| 74         | James Clugnet           | +2.21      |            |
| 75         | Asset Djussenov         | +2.23      |            |
| 76         | Oskar Svensson          | +2.26      |            |
| 77         | Vladislav Kovaljov      | +2.27      |            |
| 78         | Maicol Rastelli         | +2.51      |            |
| 79         | Miha Šimenc             | +3.02      |            |
| 80         | Denis Volotka           | +3.22      |            |
| 81         | Michail Semenov         | +3.37      |            |
| 82         | Maciej Staręga          | +3.57      |            |
| 83         | Nail Basjmakov          | +4.20      |            |
| 84         | Mark Chanloung          | +4.40      |            |
| 85         | Lucas Chanavat          | +5.01      |            |
| 86         | Michael Hellweger       | +5.11      |            |

| Poängställning efter 1 av 7 etapper | Poängställning efter 1 av 7 etapper | Poängställning efter 1 av 7 etapper |
| Pl.                                 | Namn                                | Tid                                 |
| ----------------------------------- | ----------------------------------- | ----------------------------------- |
|                                     | Johannes Høsflot Klæbo              | 15                                  |
| 2                                   | Aleksandr Bolsjunov                 | 12                                  |
| 3                                   | Sergej Ustiugov                     | 10                                  |
| 4                                   | Andrej Melnitjenko                  | 8                                   |
| 5                                   | Federico Pellegrino                 | 6                                   |

| Plats 6-10 | Plats 6-10             | Plats 6-10 | Plats 6-10 |
| ---------- | ---------------------- | ---------- | ---------- |
| 6          | Emil Iversen           | 5          |            |
| 7          | Iivo Niskanen]         | 4          |            |
| 8          | Lucas Chanavat         | 3          |            |
| 9          | Giandomenico Salvadori | 2          |            |
| 10         | Jonas Dobler           | 1          |            |

### Etapp 2
29 december 2019,  Lenzerheide, Schweiz.
Poäng (30–24–20–16–12–10–8–6–4–2) delades ut till de tio högst placerade åkarna.

#### Damer
| 1,5 km (F) sprint | 1,5 km (F) sprint | 1,5 km (F) sprint      | 1,5 km (F) sprint | 1,5 km (F) sprint |
| Pl.               | #                 | Namn                   | Tid               | BS                |
| ----------------- | ----------------- | ---------------------- | ----------------- | ----------------- |
| 1                 | 20                | Anamarija Lampič       | 3.17,69           | 60                |
| 2                 | 6                 | Maiken Caspersen Falla | 3.12,64           | 54                |
| 3                 | 12                | Natalja Neprjajeva     | 3.14,44           | 48                |
| 4                 | 3                 | Jessie Diggins         | 3.11,23           | 46                |
| 5                 | 4                 | Sadie Maubet Bjornsen  | 3.11,43           | 44                |
| 6                 | 7                 | Tiril Udnes Weng       | 3.16,70           | 42                |

| Plats 7-30 | Plats 7-30 | Plats 7-30             | Plats 7-30 | Plats 7-30 |
| ---------- | ---------- | ---------------------- | ---------- | ---------- |
| 7          | 13         | Anne Kjersti Kalvå     | 3.14,95    | 32         |
| 8          | 22         | Emma Ribom             | 3.17,80    | 30         |
| 9          | 1          | Sophie Caldwell        | 3.10,76    | 28         |
| 10         | 8          | Moa Lundgren           | 3.14,02    | 26         |
| 11         | 5          | Jonna Sundling         | 3.12,39    | 24         |
| 12         | 18         | Maja Dahlqvist         | 3.16,83    | 22         |
| 13         | 2          | Nadine Fähndrich       | 3.10,96    | 10         |
| 14         | 7          | Julia Kern             | 3.13,99    | 10         |
| 15         | 11         | Katja Višnar           | 3.14,42    | 10         |
| 16         | 27         | Anne Kyllönen          | 3.18,85    | 8          |
| 17         | 9          | Laurien van der Graaff | 3.14,21    | 8          |
| 18         | 14         | Kateřina Janatová      | 3.15,19    | 8          |
| 19         | 19         | Astrid Jacobsen        | 3.17,11    | 8          |
| 20         | 25         | Heidi Weng             | 3.18,28    | 8          |
| 21         | 10         | Greta Laurent          | 3.14,26    | 6          |
| 22         | 15         | Sofie Krehl            | 3.16,10    | 6          |
| 23         | 21         | Therese Johaug         | 3.17,79    | 6          |
| 24         | 24         | Kari Øyre Slind        | 3.18,25    | 6          |
| 25         | 28         | Rosie Brennan          | 3.19,43    | 6          |
| 26         | 16         | Elina Rönnlund         | 3.16,54    | 4          |
| 27         | 23         | Victoria Carl          | 3.18,05    | 4          |
| 28         | 26         | Petra Nováková         | 3.18,70    | 4          |
| 29         | 29         | Magni Smedås           | 3.19,43    | 4          |
| 30         | 30         | Kerttu Niskanen        | 3.19,88    | 4          |

| Ställning efter 2 av 7 etapper | Ställning efter 2 av 7 etapper | Ställning efter 2 av 7 etapper |
| Pl.                            | Namn                           | Tid                            |
| ------------------------------ | ------------------------------ | ------------------------------ |
|                                | Natalja Neprjajeva             | 31.18                          |
| 2                              | Anamarija Lampič               | +0.01                          |
| 3                              | Therese Johaug                 | +0.05                          |
| 4                              | Tiril Udnes Weng               | +0.08                          |
| 5                              | Heidi Weng                     | +0.16                          |

| Plats 6-30 | Plats 6-30                 | Plats 6-30 | Plats 6-30 |
| ---------- | -------------------------- | ---------- | ---------- |
| 6          | Moa Lundgren               | +0.23      |            |
| 7          | Ingvild Flugstad Østberg   | +0.27      |            |
| 8          | Astrid Uhrenholdt Jacobsen | +0.27      |            |
| 9          | Ebba Andersson             | +0.28      |            |
| 10         | Emma Ribom                 | +0.31      |            |
| 11         | Jessie Diggins             | +0.39      |            |
| 12         | Sadie Maubet Bjornsen      | +0.41      |            |
| 13         | Nadine Fähndrich           | +0.45      |            |
| 14         | Kerttu Niskanen            | +0.51      |            |
| 15         | Victoria Carl              | +0.51      |            |
| 16         | Magni Smedås               | +0.55      |            |
| 17         | Katharina Hennig           | +0.58      |            |
| 18         | Anne Kjersti Kalvå         | +0.59      |            |
| 19         | Teresa Stadlober           | +1.01      |            |
| 20         | Charlotte Kalla            | +1.03      |            |
| 21         | Ragnhild Haga              | +1.03      |            |
| 22         | Anne Kyllönen              | +1.04      |            |
| 23         | Rosie Brennan              | +1.06      |            |
| 24         | Delphine Claudel           | +1.08      |            |
| 25         | Petra Nováková             | +1.10      |            |
| 26         | Jonna Sundling             | +1.18      |            |
| 27         | Pia Fink                   | +1.18      |            |
| 28         | Kari Øyre Slind            | +1.26      |            |
| 29         | Kateřina Razýmová          | +1.30      |            |
| 30         | Alisa Zjambalova           | +1.37      |            |

| Poängställning efter 2 av 7 etapper | Poängställning efter 2 av 7 etapper | Poängställning efter 2 av 7 etapper |
| Pl.                                 | Namn                                | Poäng                               |
| ----------------------------------- | ----------------------------------- | ----------------------------------- |
|                                     | Anamarija Lampič                    | 30                                  |
| 2                                   | Jessie Diggins                      | 26                                  |
| 3                                   | Natalja Neprjajeva                  | 25                                  |
| 4                                   | Maiken Caspersen Falla              | 24                                  |
| 5                                   | Therese Johaug                      | 15                                  |

| Plats 6-16 | Plats 6-16                 | Plats 6-16 | Plats 6-16 |
| ---------- | -------------------------- | ---------- | ---------- |
| 6          | Sadie Maubet Bjornsen      | 14         |            |
| 7          | Heidi Weng                 | 12         |            |
| 8          | Tiril Udnes Weng           | 10         |            |
| 9          | Astrid Uhrenholdt Jacobsen | 8          |            |
| 10         | Anne Kjersti Kalvå         | 8          |            |
| 11         | Ebba Andersson             | 6          |            |
| 12         | Emma Ribom                 | 6          |            |
| 13         | Ingvild Flugstad Østberg   | 4          |            |
| 14         | Sophie Caldwell            | 4          |            |
| 15         | Moa Lundgren               | 3          |            |
| 16         | Charlotte Kalla            | 3          |            |

#### Herrar
| 1,5 km (F) sprint | 1,5 km (F) sprint | 1,5 km (F) sprint      | 1,5 km (F) sprint | 1,5 km (F) sprint |
| Pl.               | #                 | Namn                   | Tid               | BS                |
| ----------------- | ----------------- | ---------------------- | ----------------- | ----------------- |
| 1                 | 1                 | Johannes Høsflot Klæbo | 2.44,64           | 60                |
| 2                 | 2                 | Federico Pellegrino    | 2.45,84           | 54                |
| 3                 | 13                | Richard Jouve          | 2.49,91           | 48                |
| 4                 | 11                | Gleb Retivych          | 2.49,28           | 46                |
| 5                 | 8                 | Johan Häggström        | 2.48,32           | 44                |
| 6                 | 5                 | Pål Golberg            | 2.46,65           | 42                |

| Plats 7-30 | Plats 7-30 | Plats 7-30              | Plats 7-30 | Plats 7-30 |
| ---------- | ---------- | ----------------------- | ---------- | ---------- |
| 7          | 6          | Erik Valnes             | 2.46,70    | 32         |
| 8          | 4          | Aleksandr Bolsjunov     | 2.46,61    | 30         |
| 9          | 3          | Jovian Hediger          | 2.46,34    | 28         |
| 10         | 17         | Renaud Jay              | 2.50,66    | 26         |
| 11         | 7          | Sergej Ustiugov         | 2.46,97    | 24         |
| 12         | 16         | Martin Løwstrøm Nyenget | 2.50,48    | 22         |
| 13         | 15         | Roman Furger            | 2.50,39    | 10         |
| 14         | 22         | Artjom Maltsev          | 2.51,32    | 10         |
| 15         | 26         | Oskar Svensson          | 2.51,85    | 10         |
| 16         | 27         | Francesco de Fabiani    | 2.52,02    | 8          |
| 17         | 18         | Jan Thomas Jenssen      | 2.50,85    | 8          |
| 18         | 21         | Karl-Johan Westberg     | 2.51,30    | 8          |
| 19         | 29         | Andrej Larkov           | 2.52,34    | 8          |
| 20         | 30         | Michael Hellweger       | 2.52,47    | 8          |
| 21         | 10         | Logan Hanneman          | 2.49,20    | 6          |
| 22         | 12         | Kevin Bolger            | 2.49,36    | 6          |
| 23         | 20         | Simen Hegstad Krüger    | 2.51,22    | 6          |
| 24         | 23         | Emil Iversen            | 2.51,43    | 6          |
| 25         | 28         | Stefan Zelger           | 2.52,11    | 6          |
| 26         | 14         | James Clugnet           | 2.50,33    | 4          |
| 27         | 19         | Miha Šimenc             | 2.51,07    | 4          |
| 28         | 24         | Erwan Käser             | 2.51,49    | 4          |
| 29         | 25         | Maicol Rastelli         | 2.51,64    | 4          |
| 30         | 9          | Calle Halfvarsson       | 2.48,81    |            |

| Ställning efter 2 av 7 etapper | Ställning efter 2 av 7 etapper | Ställning efter 2 av 7 etapper |
| Pl.                            | Namn                           | Tid                            |
| ------------------------------ | ------------------------------ | ------------------------------ |
|                                | Johannes Høsflot Klæbo         | 35.07                          |
| 2                              | Aleksandr Bolsjunov            | +0.32                          |
| 3                              | Johan Häggström                | +0.32                          |
| 4                              | Pål Golberg                    | +0.33                          |
| 5                              | Sergej Ustiugov                | +0.34                          |

| Plats 6-30 | Plats 6-30 | Plats 6-30 | Plats 6-30 |
| ---------- | ---------- | ---------- | ---------- |
| 6          |            |            |            |
| 7          |            |            |            |
| 8          |            |            |            |
| 9          |            |            |            |
| 10         |            |            |            |
| 11         |            |            |            |
| 12         |            |            |            |
| 13         |            |            |            |
| 14         |            |            |            |
| 15         |            |            |            |
| 16         |            |            |            |
| 17         |            |            |            |
| 18         |            |            |            |
| 19         |            |            |            |
| 20         |            |            |            |
| 21         |            |            |            |
| 22         |            |            |            |
| 23         |            |            |            |
| 24         |            |            |            |
| 25         |            |            |            |
| 26         |            |            |            |
| 27         |            |            |            |
| 28         |            |            |            |
| 29         |            |            |            |
| 30         |            |            |            |

| Poängställning efter 2 av 7 etapper | Poängställning efter 2 av 7 etapper | Poängställning efter 2 av 7 etapper |
| Pl.                                 | Namn                                | Poäng                               |
| ----------------------------------- | ----------------------------------- | ----------------------------------- |
|                                     | Johannes Høsflot Klæbo              | 45                                  |
| 2                                   | Federico Pellegrino                 | 30                                  |
| 3                                   | Richard Jouve                       | 20                                  |
| 4                                   | Aleksandr Bolsjunov                 | 18                                  |
| 5                                   | Gleb Retivych                       | 16                                  |

| Plats 6-10 | Plats 6-10         | Plats 6-10 | Plats 6-10 |
| ---------- | ------------------ | ---------- | ---------- |
| 6          | Johan Häggström    | 12         |            |
| 7          | Sergej Ustiugov    | 10         |            |
| 8          | Pål Golberg        | 10         |            |
| 9          | Erik Valnes        | 8          |            |
| 10         | Andrej Melnitjenko | 8          |            |

### Etapp 3
31 december 2019,  Toblach, Italien.
Poäng (15–12–10–8–6–5–4–3–2–1) delades ut till de tio högst placerade åkarna vid mellantiden för 1,7 km.

#### Damer
| 10 km (F), individuell start | 10 km (F), individuell start | 10 km (F), individuell start | 10 km (F), individuell start |
| Pl.                          | Namn                         | Tid                          | Po.                          |
| ---------------------------- | ---------------------------- | ---------------------------- | ---------------------------- |
| 1                            | Therese Johaug               | 23.51,9                      | 15                           |
| 2                            | Ingvild Flugstad Østberg     | +0,7                         | 5                            |
| 3                            | Ebba Andersson               | +10,2                        | 12                           |
| 4                            | Heidi Weng                   | +10,5                        | 5                            |
| 5                            | Astrid Uhrenholdt Jacobsen   | +20,8                        | 6                            |

| Plats 6-30 | Plats 6-30            | Plats 6-30 | Plats 6-30 |
| ---------- | --------------------- | ---------- | ---------- |
| 6          | Natalja Neprjajeva    | +26,0      | 1          |
| 7          | Jessie Diggins        | +35,6      | 10         |
| 8          | Sadie Maubet Bjornsen | +42,9      | 3          |
| 9          | Rosie Brennan         | +45,0      |            |
| 10         | Katharina Hennig      | +53,1      |            |
| 11         | Charlotte Kalla       | +53,2      |            |
| 12         | Teresa Stadlober      | +55,4      |            |
| 13         | Jonna Sundling        | +58,8      |            |
| 14         | Victoria Carl         | +58,9      | 2          |
| 15         | Tiril Udnes Weng      | +1.00,1    |            |

| Ställning efter 3 av 7 etapper | Ställning efter 3 av 7 etapper | Ställning efter 3 av 7 etapper |
| Pl.                            | Namn                           | Tid                            |
| ------------------------------ | ------------------------------ | ------------------------------ |
|                                | Therese Johaug                 | 55.14                          |
| 2                              | Natalja Neprjajeva             | +0.21                          |
| 3                              | Heidi Weng                     | +0.22                          |
| 4                              | Ingvild Flugstad Østberg       | +0.23                          |
| 5                              | Ebba Andersson                 | +0.34                          |

| Plats 6-30 | Plats 6-30                 | Plats 6-30 | Plats 6-30 |
| ---------- | -------------------------- | ---------- | ---------- |
| 6          | Astrid Uhrenholdt Jacobsen | +0.43      |            |
| 7          | Anamarija Lampič           | +0.57      |            |
| 8          | Tiril Udnes Weng           | +1.04      |            |
| 9          | Jessie Diggins             | +1.10      |            |
| 10         | Sadie Maubet Bjornsen      | +1.19      |            |
| 11         | Moa Lundgren               | +1.40      |            |
| 12         | Victoria Carl              | +1.45      |            |
| 13         | Rosie Brennan              | +1.46      |            |
| 14         | Katharina Hennig           | +1.47      |            |
| 15         | Charlotte Kalla            | +1.52      |            |

| Poängställning efter 3 av 7 etapper | Poängställning efter 3 av 7 etapper | Poängställning efter 3 av 7 etapper |
| Pl.                                 | Namn                                | Poäng                               |
| ----------------------------------- | ----------------------------------- | ----------------------------------- |
|                                     | Anamarija Lampič                    | 38                                  |
| 2                                   | Jessie Diggins                      | 36                                  |
| 3                                   | Therese Johaug                      | 30                                  |
| 4                                   | Natalja Neprjajeva                  | 26                                  |
| 5                                   | Ebba Andersson                      | 18                                  |

| Plats 6- | Plats 6-                   | Plats 6- | Plats 6- |
| -------- | -------------------------- | -------- | -------- |
| 6        | Heidi Weng                 | 17       |          |
| 7        | Sadie Maubet Bjornsen      | 17       |          |
| 8        | Astrid Uhrenholdt Jacobsen | 14       |          |
| 9        | Tiril Udnes Weng           | 10       |          |
| 10       | Ingvild Flugstad Østberg   | 9        |          |

#### Herrar
| 15 km (F), individuell start | 15 km (F), individuell start | 15 km (F), individuell start | 15 km (F), individuell start |
| Pl.                          | Namn                         | Tid                          | Po.                          |
| ---------------------------- | ---------------------------- | ---------------------------- | ---------------------------- |
| 1                            | Sergej Ustiugov              | 31.02,5                      | 15                           |
| 2                            | Ivan Jakimusjkin             | +22,6                        | 1                            |
| 3                            | Aleksandr Bolsjunov          | +29,0                        | 10                           |
| 4                            | Calle Halfvarsson            | +29,6                        |                              |
| 5                            | Hans Christer Holund         | +34,6                        |                              |

| Plats 6-30 | Plats 6-30         | Plats 6-30 | Plats 6-30 |
| ---------- | ------------------ | ---------- | ---------- |
| 6          | Artjom Maltsev     | +35,2      |            |
| 7          | Andrej Melnitjenko | +37,0      | 2          |
| 8          | Sjur Røthe         | +39,4      |            |
| 9          | Lucas Bögl         | +42,6      |            |
| 10         | Denis Spitsov      | +43,1      |            |
| 11         |                    |            |            |
| 12         |                    |            |            |
| 13         |                    |            |            |
| 14         |                    |            |            |
| 15         |                    |            |            |

| Ställning efter 3 av 7 etapper | Ställning efter 3 av 7 etapper | Ställning efter 3 av 7 etapper |
| Pl.                            | Namn                           | Tid                            |
| ------------------------------ | ------------------------------ | ------------------------------ |
|                                | Sergej Ustiugov                | 1:06.43                        |
| 2                              | Aleksandr Bolsjunov            | +0.27                          |
| 3                              | Johannes Høsflot Klæbo         | +0.37                          |
| 4                              | Hans Christer Holund           | +1.20                          |
| 5                              | Artjom Maltsev                 | +1.22                          |

| Plats 6-30 | Plats 6-30         | Plats 6-30 | Plats 6-30 |
| ---------- | ------------------ | ---------- | ---------- |
| 6          | Andrej Melnitjenko | +1.25      |            |
| 7          | Sjur Røthe         | +1.29      |            |
| 8          | Denis Spitsov      | +1.32      |            |
| 9          | Pål Golberg        | +1.33      |            |
| 10         | Calle Halfvarsson  | +1.34      |            |
| 11         |                    |            |            |
| 12         |                    |            |            |
| 13         |                    |            |            |
| 14         |                    |            |            |
| 15         |                    |            |            |

| Poängställning efter 3 av 7 etapper | Poängställning efter 3 av 7 etapper | Poängställning efter 3 av 7 etapper |
| Pl.                                 | Namn                                | Poäng                               |
| ----------------------------------- | ----------------------------------- | ----------------------------------- |
|                                     | Johannes Høsflot Klæbo              | 53                                  |
| 2                                   | Federico Pellegrino                 | 30                                  |
| 3                                   | Aleksandr Bolsjunov                 | 28                                  |
| 4                                   | Gleb Retivych                       | 28                                  |
| 5                                   | Sergej Ustiugov                     | 25                                  |

| Plats 6- | Plats 6-             | Plats 6- | Plats 6- |
| -------- | -------------------- | -------- | -------- |
| 6        | Pål Golberg          | 14       |          |
| 7        | Johan Häggström      | 12       |          |
| 8        | Andrej Melnitjenko   | 10       |          |
| 9        | Dario Cologna        | 6        |          |
| 10       | Francesco de Fabiani | 5        |          |

### Etapp 4
1 januari 2020,  Toblach, Italien.
Poäng (15–12–10–8–6–5–4–3–2–1) delades ut till de tio högst placerade åkarna efter målgång.

#### Damer
| 10 km (K), jaktstart | 10 km (K), jaktstart       | 10 km (K), jaktstart | 10 km (K), jaktstart |
| Pl.                  | Namn                       | Tid                  | Po.                  |
| -------------------- | -------------------------- | -------------------- | -------------------- |
| 1                    | Ingvild Flugstad Østberg   | 26.51,5              | 15                   |
| 2                    | Therese Johaug             | +0,4                 | 12                   |
| 3                    | Heidi Weng                 | +27,2                | 10                   |
| 4                    | Natalja Neprjajeva         | +27,3                | 8                    |
| 5                    | Astrid Uhrenholdt Jacobsen | +27,7                | 6                    |

| Plats 6-30 | Plats 6-30       | Plats 6-30 | Plats 6-30 |
| ---------- | ---------------- | ---------- | ---------- |
| 6          | Ebba Andersson   | +28,1      | 5          |
| 7          | Anamarija Lampič | +1.29,4    | 4          |
| 8          | Teresa Stadlober | +1.29,8    | 3          |
| 9          | Katharina Hennig | +1.30,1    | 2          |
| 10         | Charlotte Kalla  | +1.30,6    | 1          |
| 11         |                  |            |            |
| 12         |                  |            |            |
| 13         |                  |            |            |
| 14         |                  |            |            |
| 15         |                  |            |            |

| Ställning efter 4 av 7 etapper | Ställning efter 4 av 7 etapper | Ställning efter 4 av 7 etapper |
| Pl.                            | Namn                           | Tid                            |
| ------------------------------ | ------------------------------ | ------------------------------ |
|                                | Therese Johaug                 | 1:22.05                        |
| 2                              | Ingvild Flugstad Østberg       | +0.22                          |
| 3                              | Natalja Neprjajeva             | +0.22                          |
| 4                              | Heidi Weng                     | +0.38                          |
| 5                              | Astrid Uhrenholdt Jacobsen     | +0.50                          |

| Plats 6-30 | Plats 6-30            | Plats 6-30 | Plats 6-30 |
| ---------- | --------------------- | ---------- | ---------- |
| 6          | Ebba Andersson        | +0.51      |            |
| 7          | Anamarija Lampič      | +1.25      |            |
| 8          | Tiril Udnes Weng      | +1.34      |            |
| 9          | Sadie Maubet Bjornsen | +2.09      |            |
| 10         | Jessie Diggins        | +2.16      |            |
| 11         |                       |            |            |
| 12         |                       |            |            |
| 13         |                       |            |            |
| 14         |                       |            |            |
| 15         |                       |            |            |

| Poängställning efter 4 av 7 etapper | Poängställning efter 4 av 7 etapper | Poängställning efter 4 av 7 etapper |
| Pl.                                 | Namn                                | Poäng                               |
| ----------------------------------- | ----------------------------------- | ----------------------------------- |
|                                     | Therese Johaug                      | 42                                  |
| 2                                   | Anamarija Lampič                    | 42                                  |
| 3                                   | Jessie Diggins                      | 36                                  |
| 4                                   | Natalja Neprjajeva                  | 34                                  |
| 5                                   | Heidi Weng                          | 27                                  |

| Plats 6- | Plats 6-                   | Plats 6- | Plats 6- |
| -------- | -------------------------- | -------- | -------- |
| 6        | Ingvild Flugstad Østberg   | 24       |          |
| 7        | Ebba Andersson             | 23       |          |
| 8        | Astrid Uhrenholdt Jacobsen | 20       |          |
| 9        | Sadie Maubet Bjornsen      | 17       |          |
| 10       | Tiril Udnes Weng           | 10       |          |

#### Herrar
| 15 km (K), jaktstart | 15 km (K), jaktstart | 15 km (K), jaktstart | 15 km (K), jaktstart |
| Pl.                  | Namn                 | Tid                  | Po.                  |
| -------------------- | -------------------- | -------------------- | -------------------- |
| 1                    | Aleksandr Bolsjunov  | 38.14,9              | 15                   |
| 2                    | Sergej Ustiugov      | +13,7                | 12                   |
| 3                    | Iivo Niskanen        | +24,8                | 10                   |
| 4                    | Artjom Maltsev       | +29,2                | 8                    |
| 5                    | Calle Halfvarsson    | +29,6                | 6                    |

| Plats 6-30 | Plats 6-30             | Plats 6-30 | Plats 6-30 |
| ---------- | ---------------------- | ---------- | ---------- |
| 6          | Sjur Røthe             | +29,8      |            |
| 7          | Hans Christer Holund   | +30,7      | 5          |
| 8          | Lucas Bögl             | +47,9      | 4          |
| 9          | Ivan Jakimusjkin       | +55,9      | 3          |
| 10         | Johannes Høsflot Klæbo | +57,2      | 2          |
| 11         |                        |            | 1          |
| 12         |                        |            |            |
| 13         |                        |            |            |
| 14         |                        |            |            |
| 15         |                        |            |            |

| Ställning efter 4 av 7 etapper | Ställning efter 4 av 7 etapper | Ställning efter 4 av 7 etapper |
| Pl.                            | Namn                           | Tid                            |
| ------------------------------ | ------------------------------ | ------------------------------ |
|                                | Aleksandr Bolsjunov            | 1:44.55                        |
| 2                              | Sergej Ustiugov                | +0.16                          |
| 3                              | Johannes Høsflot Klæbo         | +0.26                          |
| 4                              | Pål Golberg                    | +1.00                          |
| 5                              | Iivo Niskanen                  | +1.10                          |

| Plats 6-30 | Plats 6-30              | Plats 6-30 | Plats 6-30 |
| ---------- | ----------------------- | ---------- | ---------- |
| 6          | Martin Løwstrøm Nyenget | +1.16      |            |
| 7          | Hans Christer Holund    | +1.18      |            |
| 8          | Artjom Maltsev          | +1.19      |            |
| 9          | Sjur Røthe              | +1.22      |            |
| 10         | Calle Halfvarsson       | +1.36      |            |
| 11         |                         |            |            |
| 12         |                         |            |            |
| 13         |                         |            |            |
| 14         |                         |            |            |
| 15         |                         |            |            |

| Poängställning efter 4 av 7 etapper | Poängställning efter 4 av 7 etapper | Poängställning efter 4 av 7 etapper |
| Pl.                                 | Namn                                | Poäng                               |
| ----------------------------------- | ----------------------------------- | ----------------------------------- |
|                                     | Johannes Høsflot Klæbo              | 54                                  |
| 2                                   | Aleksandr Bolsjunov                 | 43                                  |
| 3                                   | Sergej Ustiugov                     | 47                                  |
| 4                                   | Federico Pellegrino                 | 30                                  |
| 5                                   | Gleb Retivych                       | 28                                  |

| Plats 6- | Plats 6-           | Plats 6- | Plats 6- |
| -------- | ------------------ | -------- | -------- |
| 6        | Iivo Niskanen      | 14       |          |
| 7        | Pål Golberg        | 14       |          |
| 8        | Johan Häggström    | 12       |          |
| 9        | Andrej Melnitjenko | 10       |          |
| 10       | Artjom Maltsev     | 8        |          |

### Etapp 5
3 januari 2020,  Val di Fiemme, Italien.
- Poäng (15–12–10–8–6–5–4–3–2–1) delades ut till de tio högst placerade åkarna vid mellantiden för 2,3 km.
- Bonussekunder (15–12–10–8–6–5–4–3–2–1) delades ut till de tio högst placerade åkarna vid mellantiden för 6,0 km (damer) respektive 8,5 km (herrar).

#### Damer
| 10 km (K), masstart | 10 km (K), masstart        | 10 km (K), masstart | 10 km (K), masstart |
| Pl.                 | Namn                       | Tid                 | BS                  |
| ------------------- | -------------------------- | ------------------- | ------------------- |
| 1                   | Astrid Uhrenholdt Jacobsen | 29.07,9             | 15                  |
| 2                   | Ebba Andersson             | +0,4                | 12                  |
| 3                   | Katharina Hennig           | +1,0                | 10                  |
| 4                   | Therese Johaug             | +6,2                | 5                   |
| 5                   | Ingvild Flugstad Østberg   | +6,8                | 8                   |

| Plats 6-30 | Plats 6-30            | Plats 6-30 | Plats 6-30 |
| ---------- | --------------------- | ---------- | ---------- |
| 6          | Natalja Neprjajeva    | +15,5      | 4          |
| 7          | Sadie Maubet Bjornsen | +17,2      | 3          |
| 8          | Heidi Weng            | +19,0      | 6          |
| 9          | Jonna Sundling        | +25,0      | 1          |
| 10         | Tiril Udnes Weng      | +26,6      | 2          |
| 11         |                       |            |            |
| 12         |                       |            |            |
| 13         |                       |            |            |
| 14         |                       |            |            |
| 15         |                       |            |            |

| Ställning efter 5 av 7 etapper | Ställning efter 5 av 7 etapper | Ställning efter 5 av 7 etapper |
| Pl.                            | Namn                           | Tid                            |
| ------------------------------ | ------------------------------ | ------------------------------ |
|                                | Therese Johaug                 | 1:51.14                        |
| 2                              | Ingvild Flugstad Østberg       | +0.19                          |
| 3                              | Natalja Neprjajeva             | +0.32                          |
| 4                              | Astrid Uhrenholdt Jacobsen     | +0.33                          |
| 5                              | Ebba Andersson                 | +0.38                          |

| Plats 6-30 | Plats 6-30            | Plats 6-30 | Plats 6-30 |
| ---------- | --------------------- | ---------- | ---------- |
| 6          | Heidi Weng            | +0.49      |            |
| 7          | Tiril Udnes Weng      | +1.57      |            |
| 8          | Katharina Hennig      | +2.12      |            |
| 9          | Sadie Maubet Bjornsen | +2.22      |            |
| 10         | Anamarija Lampič      | +2.30      |            |
| 11         |                       |            |            |
| 12         |                       |            |            |
| 13         |                       |            |            |
| 14         |                       |            |            |
| 15         |                       |            |            |

| Poängställning efter 5 av 7 etapper | Poängställning efter 5 av 7 etapper | Poängställning efter 5 av 7 etapper |
| Pl.                                 | Namn                                | Poäng                               |
| ----------------------------------- | ----------------------------------- | ----------------------------------- |
|                                     | Natalja Neprjajeva                  | 49                                  |
| 2                                   | Therese Johaug                      | 47                                  |
| 3                                   | Anamarija Lampič                    | 45                                  |
| 4                                   | Jessie Diggins                      | 38                                  |
| 5                                   | Ebba Andersson                      | 35                                  |

| Plats 6- | Plats 6-                   | Plats 6- | Plats 6- |
| -------- | -------------------------- | -------- | -------- |
| 6        | Heidi Weng                 | 35       |          |
| 7        | Ingvild Flugstad Østberg   | 34       |          |
| 8        | Astrid Uhrenholdt Jacobsen | 24       |          |
| 9        | Sadie Maubet Bjornsen      | 18       |          |
| 10       | Tiril Udnes Weng           | 10       |          |

#### Herrar
| 15 km (K), masstart | 15 km (K), masstart    | 15 km (K), masstart | 15 km (K), masstart |
| Pl.                 | Namn                   | Tid                 | BS                  |
| ------------------- | ---------------------- | ------------------- | ------------------- |
| 1                   | Johannes Høsflot Klæbo | 39.51,0             | 15                  |
| 2                   | Sergej Ustiugov        | +0,7                | 2                   |
| 3                   | Aleksandr Bolsjunov    | +1,0                | 8                   |
| 4                   | Andrej Larkov          | +4,4                | 5                   |
| 5                   | Sjur Røthe             | +10,2               | 12                  |

| Plats 6-30 | Plats 6-30           | Plats 6-30 | Plats 6-30 |
| ---------- | -------------------- | ---------- | ---------- |
| 6          | Dario Cologna        | +11,0      | 4          |
| 7          | Denis Spitsov        | +13,7      |            |
| 8          | Hans Christer Holund | +15,8      | 6          |
| 9          | Calle Halfvarsson    | +18,1      | 1          |
| 10         | Iivo Niskanen        | +18,4      | 3          |
| 11         |                      |            |            |
| 12         |                      |            |            |
| 13         |                      |            |            |
| 14         |                      |            |            |
| 15         |                      |            |            |

| Ställning efter 5 av 7 etapper | Ställning efter 5 av 7 etapper | Ställning efter 5 av 7 etapper |
| Pl.                            | Namn                           | Tid                            |
| ------------------------------ | ------------------------------ | ------------------------------ |
|                                | Aleksandr Bolsjunov            | 2:24.39                        |
| 2                              | Johannes Høsflot Klæbo         | +0.18                          |
| 3                              | Sergej Ustiugov                | +0.21                          |
| 4                              | Sjur Røthe                     | +1.27                          |
| 5                              | Iivo Niskanen                  | +1.32                          |

| Plats 6-30 | Plats 6-30           | Plats 6-30 | Plats 6-30 |
| ---------- | -------------------- | ---------- | ---------- |
| 6          | Hans Christer Holund | +1.34      |            |
| 7          | Artjom Maltsev       | +1.45      |            |
| 8          | Pål Golberg          | +1.51      |            |
| 9          | Dario Cologna        | +1.57      |            |
| 10         | Calle Halfvarsson    | +2.00      |            |
| 11         |                      |            |            |
| 12         |                      |            |            |
| 13         |                      |            |            |
| 14         |                      |            |            |
| 15         |                      |            |            |

| Poängställning efter 5 av 7 etapper | Poängställning efter 5 av 7 etapper | Poängställning efter 5 av 7 etapper |
| Pl.                                 | Namn                                | Poäng                               |
| ----------------------------------- | ----------------------------------- | ----------------------------------- |
|                                     | Johannes Høsflot Klæbo              | 66                                  |
| 2                                   | Aleksandr Bolsjunov                 | 53                                  |
| 3                                   | Gleb Retivych                       | 43                                  |
| 4                                   | Sergej Ustiugov                     | 42                                  |
| 5                                   | Federico Pellegrino                 | 30                                  |

| Plats 6- | Plats 6-           | Plats 6- | Plats 6- |
| -------- | ------------------ | -------- | -------- |
| 6        | Pål Golberg        | 20       |          |
| 7        | Artjom Maltsev     | 16       |          |
| 8        | Iivo Niskanen      | 14       |          |
| 9        | Johan Häggström    | 12       |          |
| 10       | Andrej Melnitjenko | 11       |          |

### Etapp 6
4 januari 2020,  Val di Fiemme, Italien.
- Bonussekunder (60–4) delades ut till de 30 högst placerade åkarna.
- Poäng (30–24–20–16–12–10–8–6–4–2) delades ut till de tio högst placerade åkarna.

#### Damer
| 1,3 km (K) sprint | 1,3 km (K) sprint | 1,3 km (K) sprint     | 1,3 km (K) sprint | 1,3 km (K) sprint |
| Pl.               | #                 | Namn                  | Tid               | BS                |
| ----------------- | ----------------- | --------------------- | ----------------- | ----------------- |
| 1                 | 12                | Anamarija Lampič      | 3.07,99           | 60                |
| 2                 | 7                 | Astrid U. Jacobsen    | 3.07,13           | 54                |
| 3                 | 1                 | Jessie Diggins        | 3.04,26           | 48                |
| 4                 | 4                 | Sadie Maubet Bjornsen | 3.05,69           | 46                |
| 5                 | 2                 | Lucia Scardoni        | 3.04,74           | 44                |
| 6                 | 6                 | Natalja Neprjajeva    | 3.07,09           | 42                |

| Plats 7-30 | Plats 7-30 | Plats 7-30               | Plats 7-30 | Plats 7-30 |
| ---------- | ---------- | ------------------------ | ---------- | ---------- |
| 7          | 5          | Anne Kyllönen            | 3.06,01    | 32         |
| 8          | 18         | Heidi Weng               | 3.11,96    | 30         |
| 9          | 3          | Jonna Sundling           | 3.05,66    | 28         |
| 10         | 11         | Maja Dahlqvist           | 3.07,70    | 26         |
| 11         | 10         | Therese Johaug           | 3.07,67    | 24         |
| 12         | 16         | Ingvild Flugstad Østberg | 3.09,51    | 22         |
| 13         | 9          | Tiril Udnes Weng         | 3.07,38    | 10         |
| 14         | 13         | Anne Kjersti Kalvå       | 3.08,29    | 10         |
| 15         | 15         | Laurien van der Graaff   | 3.09,03    | 10         |
| 16         | 24         | Vilma Nissinen           | 3.14,65    | 8          |
| 17         | 8          | Katharina Hennig         | 3.07,36    | 8          |
| 18         | 14         | Kerttu Niskanen          | 3.08,83    | 8          |
| 19         | 19         | Rosie Brennan            | 3.12,29    | 8          |
| 20         | 20         | Ragnhild Haga            | 3.13,31    | 8          |
| 21         | 17         | Kateřina Janatová        | 3.11,03    | 6          |
| 22         | 21         | Antonia Fräbel           | 3.13,68    | 6          |
| 23         | 22         | Elina Rönnlund           | 3.13,88    | 6          |
| 24         | 25         | Elisa Brocard            | 3.15,93    | 6          |
| 25         | 28         | Magni Smedås             | 3:17,15    | 6          |
| 26         | 23         | Teresa Stadlober         | 3.14,39    | 4          |
| 27         | 26         | Lidija Durkina           | 3.16,05    | 4          |
| 28         | 27         | Ebba Andersson           | 3.16,64    | 4          |
| 29         | 29         | Delphine Claudel         | 3.18,27    | 4          |
| 30         | 30         | Alisa Zjambalova         | 3.18,49    | 4          |

| Ställning efter 6 av 7 etapper | Ställning efter 6 av 7 etapper | Ställning efter 6 av 7 etapper |
| Pl.                            | Namn                           | Tid                            |
| ------------------------------ | ------------------------------ | ------------------------------ |
|                                | Therese Johaug                 | 1:53.57                        |
| 2                              | Astrid Uhrenholdt Jacobsen     | +0.03                          |
| 3                              | Natalja Neprjajeva             | +0.14                          |
| 4                              | Ingvild Flugstad Østberg       | +0.23                          |
| 5                              | Heidi Weng                     | +0.47                          |

| Plats 6-30 | Plats 6-30            | Plats 6-30 | Plats 6-30 |
| ---------- | --------------------- | ---------- | ---------- |
| 6          | Ebba Andersson        | +1.07      |            |
| 7          | Anamarija Lampič      | +1.54      |            |
| 8          | Sadie Maubet Bjornsen | +1.58      |            |
| 9          | Tiril Udnes Weng      | +2.11      |            |
| 10         | Katharina Hennig      | +2.28      |            |
| 11         |                       |            |            |
| 12         |                       |            |            |
| 13         |                       |            |            |
| 14         |                       |            |            |
| 15         |                       |            |            |

| Poängställning efter 6 av 7 etapper | Poängställning efter 6 av 7 etapper | Poängställning efter 6 av 7 etapper |
| Pl.                                 | Namn                                | Poäng                               |
| ----------------------------------- | ----------------------------------- | ----------------------------------- |
|                                     | Anamarija Lampič                    | 75                                  |
| 2                                   | Natalja Neprjajeva                  | 59                                  |
| 3                                   | Jessie Diggins                      | 58                                  |
| 4                                   | Astrid Uhrenholdt Jacobsen          | 48                                  |
| 5                                   | Therese Johaug                      | 47                                  |

| Plats 6- | Plats 6-                 | Plats 6- | Plats 6- |
| -------- | ------------------------ | -------- | -------- |
| 6        | Heidi Weng               | 41       |          |
| 7        | Ebba Andersson           | 35       |          |
| 8        | Ingvild Flugstad Østberg | 34       |          |
| 9        | Sadie Maubet Bjornsen    | 34       |          |
| 10       | Lucia Scardoni           | 12       |          |

#### Herrar
| 1,5 km (K) sprint | 1,5 km (K) sprint | 1,5 km (K) sprint      | 1,5 km (K) sprint | 1,5 km (K) sprint |
| Pl.               | #                 | Namn                   | Tid               | BS                |
| ----------------- | ----------------- | ---------------------- | ----------------- | ----------------- |
| 1                 | 1                 | Johannes Høsflot Klæbo | 3.02,17           | 60                |
| 2                 | 4                 | Sergej Ustiugov        | 3.08,87           | 54                |
| 3                 | 5                 | Aleksandr Bolsjunov    | 3.09,28           | 48                |
| 4                 | 3                 | Pål Golberg            | 3.08,27           | 46                |
| 5                 | 12                | Gleb Retivych          | 3.13,68           | 44                |
| 6                 | 22                | Andrej Melnitjenko     | 3.15,84           | 42                |

| Plats 7-30 | Plats 7-30 | Plats 7-30           | Plats 7-30 | Plats 7-30 |
| ---------- | ---------- | -------------------- | ---------- | ---------- |
| 7          | 15         | Jan Thomas Jenssen   | 3.14,09    | 32         |
| 8          | 23         | Miha Šimenc          | 3.15,93    | 30         |
| 9          | 17         | Iivo Niskanen        | 3.15,16    | 28         |
| 10         | 21         | Denis Spitsov        | 3.15,65    | 26         |
| 11         | 19         | Sebastian Eisenlauer | 3.15,25    | 24         |
| 12         | 26         | Sjur Røthe           | 3.16,66    | 22         |
| 13         | 2          | Federico Pellegrino  | 3.08,13    | 10         |
| 14         | 6          | Johan Häggström      | 3.09,43    | 10         |
| 15         | 9          | Oskar Svensson       | 3.13,25    | 10         |
| 16         | 30         | Stefan Zelger        | 3.18,15    | 8          |
| 17         | 10         | Artjom Maltsev       | 3.13,52    | 8          |
| 18         | 14         | Logan Hanneman       | 3.14,05    | 8          |
| 19         | 16         | Renaud Jay           | 3.14,33    | 8          |
| 20         | 25         | Karl-Johan Westberg  | 3.16,36    | 8          |
| 21         | 7          | Maicol Rastelli      | 3.10,85    | 6          |
| 22         | 8          | Calle Halfvarsson    | 3.12,18    | 6          |
| 23         | 18         | Simen Hegstad Krüger | 3.15,21    | 6          |
| 24         | 27         | Ueli Schnider        | 3.17,64    | 6          |
| 25         | 28         | Denis Volotka        | 3.17,73    | 6          |
| 26         | 11         | Lauri Lepisto        | 3.13,62    | 4          |
| 27         | 20         | Kamil Bury           | 3.15,37    | 4          |
| 28         | 24         | Perttu Hyvärinen     | 3.16,05    | 4          |
| 29         | 29         | Dario Cologna        | 3.18,12    | 4          |
| 30         | 13         | Andrej Larkov        | 3.13,88    | 4          |

| Ställning efter 6 av 7 etapper | Ställning efter 6 av 7 etapper | Ställning efter 6 av 7 etapper |
| Pl.                            | Namn                           | Tid                            |
| ------------------------------ | ------------------------------ | ------------------------------ |
|                                | Johannes Høsflot Klæbo         | 2:26.59                        |
| 2                              | Aleksandr Bolsjunov            | +0.01                          |
| 3                              | Sergej Ustiugov                | +0.15                          |
| 4                              | Pål Golberg                    | +1.53                          |
| 5                              | Iivo Niskanen                  | +1.59                          |

| Plats 6-30 | Plats 6-30           | Plats 6-30 | Plats 6-30 |
| ---------- | -------------------- | ---------- | ---------- |
| 6          | Sjur Røthe           | +2.01      |            |
| 7          | Artjom Maltsev       | +2.30      |            |
| 8          | Hans Christer Holund | +2.34      |            |
| 9          | Calle Halfvarsson    | +2.46      |            |
| 10         | Dario Cologna        | +2.51      |            |
| 11         |                      |            |            |
| 12         |                      |            |            |
| 13         |                      |            |            |
| 14         |                      |            |            |
| 15         |                      |            |            |

| Poängställning efter 6 av 7 etapper | Poängställning efter 6 av 7 etapper | Poängställning efter 6 av 7 etapper |
| Pl.                                 | Namn                                | Poäng                               |
| ----------------------------------- | ----------------------------------- | ----------------------------------- |
|                                     | Johannes Høsflot Klæbo              | 96                                  |
| 2                                   | Aleksandr Bolsjunov                 | 73                                  |
| 3                                   | Sergej Ustiugov                     | 66                                  |
| 4                                   | Gleb Retivych                       | 55                                  |
| 5                                   | Pål Golberg                         | 36                                  |

| Plats 6- | Plats 6-            | Plats 6- | Plats 6- |
| -------- | ------------------- | -------- | -------- |
| 6        | Federico Pellegrino | 30       |          |
| 7        | Andrej Melnitjenko  | 21       |          |
| 8        | Iivo Niskanen       | 18       |          |
| 9        | Artjom Maltsev      | 16       |          |
| 10       | Johan Häggström     | 14       |          |

### Etapp 7
5 januari 2020,  Val di Fiemme, Italien.
- Poäng (15–12–10–8–6–5–4–3–2–1) delades ut till de tio högst placerade åkarna vid mellantiderna för 2,3 km och 6,6 km.
- Inga bonussekunder delades ut.

#### Damer
| 10 km (F), masstart, klättring | 10 km (F), masstart, klättring | 10 km (F), masstart, klättring | 10 km (F), masstart, klättring |
| Pl.                            | Namn                           | Tid                            | Po.                            |
| ------------------------------ | ------------------------------ | ------------------------------ | ------------------------------ |
| 1                              | Therese Johaug                 | 34.21,6                        | 19                             |
| 2                              | Heidi Weng                     | +50,3                          | 20                             |
| 3                              | Ingvild Flugstad Østberg       | +54,5                          | 16                             |
| 4                              | Natalja Neprjajeva             | +57,1                          | 17                             |
| 5                              | Teresa Stadlober               | +1.15,1                        | 3                              |

| Plats 6-41 | Plats 6-41                 | Plats 6-41 | Plats 6-41 |
| ---------- | -------------------------- | ---------- | ---------- |
| 6          | Jessie Diggins             | +1.51,1    | 14         |
| 7          | Rosie Brennan              | +1.58,0    |            |
| 8          | Ragnhild Haga              | +2.06,5    |            |
| 9          | Astrid Uhrenholdt Jacobsen | +2.10,4    | 11         |
| 10         | Katharina Hennig           | +2.12,9    | 7          |
| 11         | Charlotte Kalla            | +2.15,7    | 6          |
| 12         | Kerttu Niskanen            | +2.16,0    |            |
| 13         | Sadie Maubet Bjornsen      | +2.42,6    |            |
| 14         | Anne Kyllönen              | +2.45,1    |            |
| 15         | Anna Comarella             | +2.47,0    |            |
| 16         | Tiril Udnes Weng           | +2.56,1    | 2          |
| 17         | Magni Smedås               | +3.04,8    |            |
| 18         | Valerija Tjuleneva         | +3.13,1    |            |
| 19         | Anne Kjersti Kalvå         | +3.46,0    |            |
| 20         | Jonna Sundling             | +3.46,4    | 2          |
| 21         | Katharine Ogden            | +3.46,5    |            |
| 22         | Anna Netjajevskaja         | +3.46,7    |            |
| 23         | Anna Sjevtjenko            | +3.58,0    |            |
| 24         | Lidija Durkina             | +3.59,2    |            |
| 25         | Elina Rönnlund             | +4.04,0    |            |
| 26         | Delphine Claudel           | +4.04,5    |            |
| 27         | Jana Kirpitjenko           | +4.19,2    |            |
| 28         | Laurien van der Graaff     | +4.26,5    |            |
| 29         | Kateřina Janatová          | +4.45,6    |            |
| 30         | Diana Golovan              | +4.52,5    |            |
| 31         | Jessica Yeaton             | +4.58,7    |            |
| 32         | Alisa Zjambalova           | +5.14,2    |            |
| 33         | Vilma Nissinen             | +5.31,9    |            |
| 34         | Maja Dahlqvist             | +5.38,7    |            |
| 35         | Anna Zjerebjatjeva         | +5.53,1    |            |
| 36         | Irina Bykova               | +6.04,3    |            |
| 37         | Polina Seronosova          | +6.14,4    |            |
| 38         | Antonia Fräbel             | +6.24,1    |            |
| 39         | Elisa Brocard              | +6.28,6    |            |
| 40         | Ksenija Sjalygina          | +7.31,2    |            |
| 41         | Anamarija Lampič           | +7.44,8    | 15         |
| –          | Ebba Andersson             | DNS        |            |

| Ställning efter 7 av 7 etapper | Ställning efter 7 av 7 etapper | Ställning efter 7 av 7 etapper |
| Pl.                            | Namn                           | Tid                            |
| ------------------------------ | ------------------------------ | ------------------------------ |
|                                | Therese Johaug                 | 2:28.18,6                      |
| 2                              | Natalja Neprjajeva             | +1.11,1                        |
| 3                              | Ingvild Flugstad Østberg       | +1.17,5                        |
| 4                              | Heidi Weng                     | +1.37,3                        |
| 5                              | Astrid Uhrenholdt Jacobsen     | +2.13,4                        |

| Plats 6-41 | Plats 6-41             | Plats 6-41 | Plats 6-41 |
| ---------- | ---------------------- | ---------- | ---------- |
| 6          | Teresa Stadlober       | +4.34,1    |            |
| 7          | Sadie Maubet Bjornsen  | +4.40,6    |            |
| 8          | Katharina Hennig       | +4.40,9    |            |
| 9          | Jessie Diggins         | +4.44,1    |            |
| 10         | Tiril Udnes Weng       | +5.07,1    |            |
| 11         | Kerttu Niskanen        | +5.42,0    |            |
| 12         | Charlotte Kalla        | +6.00,7    |            |
| 13         | Anne Kyllönen          | +6.50,1    |            |
| 14         | Jonna Sundling         | +6.56,4    |            |
| 15         | Rosie Brennan          | +7.11,0    |            |
| 16         | Anne Kjersti Kalvå     | +7.31,0    |            |
| 17         | Ragnhild Haga          | +7.59,5    |            |
| 18         | Anna Comarella         | 9.17,0     |            |
| 19         | Anamarija Lampič       | +9.38,8    |            |
| 20         | Magni Smedås           | +9.59,8    |            |
| 21         | Jana Kirpitjenko       | +10.02,2   |            |
| 22         | Elina Rönnlund         | +10.47,0   |            |
| 23         | Delphine Claudel       | +10.58,5   |            |
| 24         | Alisa Zjambalova       | +11.11,2   |            |
| 25         | Laurien van der Graaff | +11.52,5   |            |
| 26         | Lidija Durkina         | +12.12,2   |            |
| 27         | Kateřina Janatová      | +12.19,6   |            |
| 28         | Katharine Ogden        | +12.26,5   |            |
| 29         | Anna Netjajevskaja     | +13.06,7   |            |
| 30         | Valerija Tjuleneva     | +13.50,1   |            |
| 31         | Vilma Nissinen         | +15.00,9   |            |
| 32         | Maja Dahlqvist         | +15.23,7   |            |
| 33         | Diana Golovan          | 15.39,5    |            |
| 34         | Anna Sjevtjenko        | +15.54,0   |            |
| 35         | Anna Zjerebjatjeva     | +16.11,1   |            |
| 36         | Antonia Fräbel         | +16.18,1   |            |
| 37         | Elisa Brocard          | +16.24,6   |            |
| 38         | Jessica Yeaton         | +16.45,7   |            |
| 39         | Polina Seronosova      | +17.52,4   |            |
| 40         | Irina Bykova           | +19.18,3   |            |
| 41         | Ksenija Sjalygina      | +21.03,2   |            |

| Poängställning efter 7 av 7 etapper | Poängställning efter 7 av 7 etapper | Poängställning efter 7 av 7 etapper |
| Pl.                                 | Namn                                | Poäng                               |
| ----------------------------------- | ----------------------------------- | ----------------------------------- |
|                                     | Anamarija Lampič                    | 90                                  |
| 2                                   | Natalja Neprjajeva                  | 76                                  |
| 3                                   | Jessie Diggins                      | 72                                  |
| 4                                   | Therese Johaug                      | 66                                  |
| 5                                   | Heidi Weng                          | 61                                  |

| Plats 6-18 | Plats 6-18                 | Plats 6-18 | Plats 6-18 |
| ---------- | -------------------------- | ---------- | ---------- |
| 6          | Astrid Uhrenholdt Jacobsen | 59         |            |
| 7          | Ingvild Flugstad Østberg   | 50         |            |
| 8          | Ebba Andersson             | 35         |            |
| 9          | Sadie Maubet Bjornsen      | 34         |            |
| 10         | Katharina Hennig           | 15         |            |
| 11         | Lucia Scardoni             | 12         |            |
| 12         | Tiril Udnes Weng           | 12         |            |
| 13         | Charlotte Kalla            | 10         |            |
| 14         | Anne Kjersti Kalvå         | 8          |            |
| 15         | Anne Kyllönen              | 8          |            |
| 16         | Teresa Stadlober           | 6          |            |
| 17         | Jonna Sundling             | 6          |            |
| 18         | Maja Dahlqvist             | 2          |            |

#### Herrar
| 10 km (F), masstart, klättring | 10 km (F), masstart, klättring | 10 km (F), masstart, klättring | 10 km (F), masstart, klättring |
| Pl.                            | Namn                           | Tid                            | Po.                            |
| ------------------------------ | ------------------------------ | ------------------------------ | ------------------------------ |
| 1                              | Simen Hegstad Krüger           | 30.55,8                        | 2                              |
| 2                              | Sjur Røthe                     | +13,9                          | 12                             |
| 3                              | Aleksandr Bolsjunov            | +22,3                          | 16                             |
| 4                              | Denis Spitsov                  | +26,2                          | 12                             |
| 5                              | Sergej Ustiugov                | +35,6                          | 21                             |

| Plats 6-56 | Plats 6-56              | Plats 6-56 | Plats 6-56 |
| ---------- | ----------------------- | ---------- | ---------- |
| 6          | Dario Cologna           | +41,0      | 5          |
| 7          | Andrej Melnitjenko      | +44,8      | 14         |
| 8          | Irineu Esteve Altimiras | +47,8      |            |
| 9          | Andrej Larkov           | +53,7      |            |
| 10         | Hugo Lapalus            | +59,3      |            |
| 11         | Jens Burman             | +1.06,4    | 1          |
| 12         | Adrien Backscheider     | +1.09,7    |            |
| 13         | Lucas Bögl              | +1.18,1    |            |
| 14         | Clément Parisse         | +1.20,2    |            |
| 15         | Perttu Hyvärinen        | +1.21,4    |            |
| 16         | Jan Thomas Jenssen      | +1.22,7    | 3          |
| 17         | Ivan Jakimusjkin        | +1.25,6    |            |
| 18         | Pål Golberg             | +1.26,0    | 1          |
| 19         | Artjom Maltsev          | +1.26,1    | 7          |
| 20         | Jonas Baumann           | +1.30,6    |            |
| 21         | Johannes Høsflot Klæbo  | +1.32,3    | 21         |
| 22         | Jean-Marc Gaillard      | +1.35,5    |            |
| 23         | Dominik Bury            | +1.38,3    |            |
| 24         | Paul Constantin Pepene  | +1.52,8    |            |
| 25         | Roman Furger            | +1.54,0    |            |
| 26         | Sebastian Eisenlauer    | +2.02,6    |            |
| 27         | Iivo Niskanen           | +2.03,5    |            |
| 28         | Jason Rüesch            | +2.06,6    |            |
| 29         | Johan Häggström         | +2.11,0    | 5          |
| 30         | David Norris            | +2.12,4    |            |
| 31         | Calle Halfvarsson       | +2.17,4    |            |
| 32         | Beda Klee               | +2.21,7    |            |
| 33         | Imanol Rojo             | +2.25,5    |            |
| 34         | Lari Lehtonen           | +2.25,9    |            |
| 35         | Kamil Bury              | +2.27,1    |            |
| 36         | Karl-Johan Westberg     | +2.30,3    |            |
| 37         | Mikhail Semenov         | +2.33,1    |            |
| 38         | Ueli Schnider           | +2.37,8    |            |
| 39         | Oskar Svensson          | +2.40,9    |            |
| 40         | Petr Knop               | +2.43,7    |            |
| 41         | Giandomenico Salvadori  | +2.47,1    |            |
| 42         | Indulis Bikse           | +2.57,0    |            |
| 43         | Andrew Musgrave         | +2.58,9    |            |
| 44         | Vladislav Kovaljov      | +3.03,4    |            |
| 45         | Adam Fellner            | +3.10,4    |            |
| 46         | Maurice Manificat       | +3.13,0    |            |
| 47         | Lauri Lepisto           | +3.22,6    |            |
| 48         | Ján Koristek            | +3.23,9    |            |
| 49         | Denis Volodka           | +3.28,9    |            |
| 50         | Nail Basjmakov          | +3.30,8    |            |
| 51         | Mikael Abram            | +3.59,1    |            |
| 52         | Miha Šimenc             | +4.08,6    |            |
| 53         | Thomas Maloney Westgård | +4.13,0    |            |
| 54         | Maicol Rastelli         | +4.20,0    |            |
| 55         | Gleb Retivych           | +4.30,0    | 12         |
| 56         | Logan Hanneman          | +4.53,8    |            |
|            | Hans Christer Holund    | DNS        |            |
|            | Renaud Jay              | DNS        |            |
|            | Björn Sandström         | DNS        |            |

| Ställning efter 7 av 7 etapper | Ställning efter 7 av 7 etapper | Ställning efter 7 av 7 etapper |
| Pl.                            | Namn                           | Tid                            |
| ------------------------------ | ------------------------------ | ------------------------------ |
|                                | Aleksandr Bolsjunov            | 2:58.18,1                      |
| 2                              | Sergej Ustiugov                | +27,3                          |
| 3                              | Johannes Høsflot Klæbo         | +1.09,0                        |
| 4                              | Sjur Røthe                     | +1.51,6                        |
| 5                              | Simen Hegstad Krüger           | +2.53,7                        |

| Plats 6-56 | Plats 6-56              | Plats 6-56 | Plats 6-56 |
| ---------- | ----------------------- | ---------- | ---------- |
| 6          | Pål Golberg             | +2.55,7    |            |
| 7          | Dario Cologna           | +3.08,7    |            |
| 8          | Andrej Melnitjenko      | +3.17,5    |            |
| 9          | Artjom Maltsev          | +3.32,8    |            |
| 10         | Iivo Niskanen           | +3.39,2    |            |
| 11         | Denis Spitsov           | +3.56,9    |            |
| 12         | Jens Burman             | +4.04,1    |            |
| 13         | Andrej Larkov           | +4.24,4    |            |
| 14         | Perttu Hyvärinen        | +4.27,1    |            |
| 15         | Calle Halfvarsson       | +4.40,1    |            |
| 16         | Lucas Bögl              | +5.13,8    |            |
| 17         | Ivan Jakimusjkin        | +5.15,3    |            |
| 18         | Jan Thomas Jenssen      | +5.22,4    |            |
| 19         | Adrien Backscheider     | +6.15,4    |            |
| 20         | Jonas Baumann           | +6.22,3    |            |
| 21         | Clément Parisse         | +6.33,9    |            |
| 22         | Jean-Marc Gaillard      | +6.45,2    |            |
| 23         | Irineu Esteve Altimiras | +6.52,5    |            |
| 24         | Dominik Bury            | +7.18,0    |            |
| 25         | Sebastian Eisenlauer    | +7.48,3    |            |
| 26         | Maurice Manificat       | +7.55,7    |            |
| 27         | Roman Furger            | +8.06,7    |            |
| 28         | Beda Klee               | +8.10,4    |            |
| 29         | Giandomenico Salvadori  | +8.27,8    |            |
| 30         | Karl-Johan Westberg     | +8.36,0    |            |
| 31         | Johan Häggström         | +9.03,7    |            |
| 32         | Andrew Musgrave         | +9.19,6    |            |
| 33         | Ueli Schnider           | +10.08,5   |            |
| 34         | Paul Constantin Pepene  | +10.15,5   |            |
| 35         | David Norris            | +10.18,1   |            |
| 36         | Hugo Lapalus            | +10.26,0   |            |
| 37         | Imanol Rojo             | 10.48,2    |            |
| 38         | Lari Lehtonen           | +10.50,6   |            |
| 39         | Oskar Svensson          | +11.01,6   |            |
| 40         | Jason Rüesch            | +11.08,3   |            |
| 41         | Petr Knop               | +11.23,4   |            |
| 42         | Kamil Bury              | +11.41,8   |            |
| 43         | Lauri Lepisto           | +13.17,3   |            |
| 44         | Gleb Retivych           | +13.33,7   |            |
| 45         | Mikael Abram            | +13.57,8   |            |
| 46         | Mikhail Semenov         | +14.15,8   |            |
| 47         | Adam Fellner            | +14.23,1   |            |
| 48         | Thomas Maloney Westgård | +14.53,7   |            |
| 49         | Indulis Bikse           | +16.13,7   |            |
| 50         | Denis Volotka           | +16.30,6   |            |
| 51         | Maicol Rastelli         | +16.30,7   |            |
| 52         | Vladislav Kovaljov      | +17.20,1   |            |
| 53         | Ján Koristek            | +17.38,6   |            |
| 54         | Miha Šimenc             | +18.06,3   |            |
| 55         | Nail Basjmakov          | +18.13,5   |            |
| 56         | Logan Hanneman          | +20.05,5   |            |

| Poängställning efter 7 av 7 etapper | Poängställning efter 7 av 7 etapper | Poängställning efter 7 av 7 etapper |
| Pl.                                 | Namn                                | Poäng                               |
| ----------------------------------- | ----------------------------------- | ----------------------------------- |
|                                     | Johannes Høsflot Klæbo              | 117                                 |
| 2                                   | Aleksandr Bolsjunov                 | 89                                  |
| 3                                   | Sergej Ustiugov                     | 87                                  |
| 4                                   | Gleb Retivych                       | 67                                  |
| 5                                   | Pål Golberg                         | 37                                  |

| Plats 6-21 | Plats 6-21             | Plats 6-21 | Plats 6-21 |
| ---------- | ---------------------- | ---------- | ---------- |
| 6          | Andrej Melnitjenko     | 35         |            |
| 7          | Artjom Maltsev         | 23         |            |
| 8          | Iivo Niskanen          | 18         |            |
| 9          | Sjur Røthe             | 17         |            |
| 10         | Johan Häggström        | 17         |            |
| 11         | Denis Spitsov          | 14         |            |
| 12         | Dario Cologna          | 11         |            |
| 13         | Jan Thomas Jenssen     | 11         |            |
| 14         | Calle Halfvarsson      | 9          |            |
| 15         | Miha Šimenc            | 6          |            |
| 16         | Jens Burman            | 5          |            |
| 17         | Ivan Jakimusjkin       | 3          |            |
| 18         | Lucas Bögl             | 3          |            |
| 19         | Simen Hegstad Krüger   | 2          |            |
| 20         | Adrien Backscheider    | 2          |            |
| 21         | Giandomenico Salvadori | 2          |            |